# 아이리시 워터 스패니얼

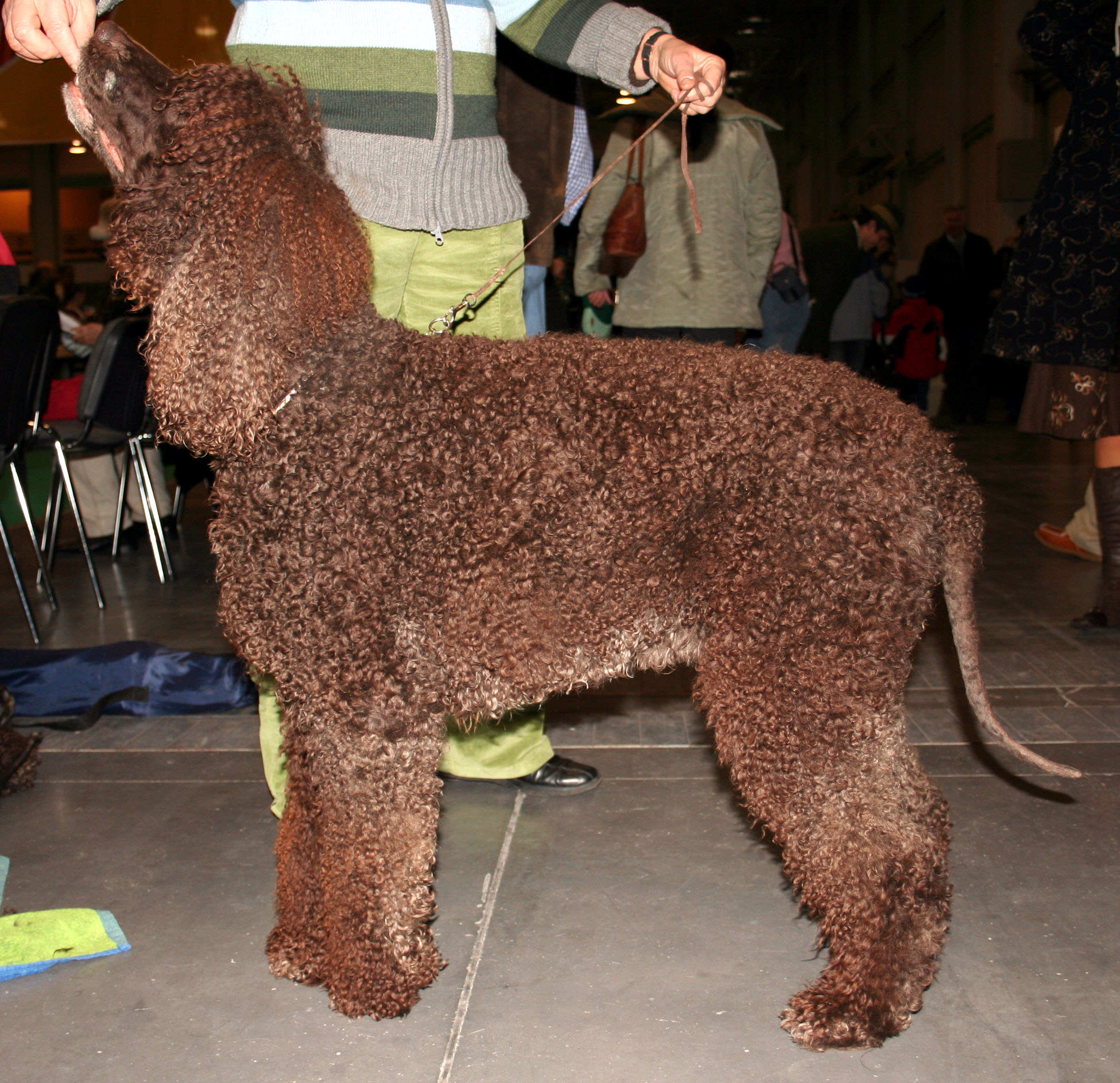
아이리시 워터 스패니얼

아이리시 워터 스패니얼(Irish Water Spaniel)은 수륙겸용의 운반견이다. 다갈색 곱슬털이 밀생하고 머리에는 길게 물결진 곱슬털이 나있으며, 끝이 뾰족한 짧은 털로 덮여 있다. 후각이 예민하다.